# Sorondzonboldyn Battsetseg
Sorondzonboldyn Battsetseg (Соронзонболдын Батцэцэг), född 3 maj 1990 i Archangaj, är en mongolisk brottare. Hon tog OS-brons i mellanviktsbrottning vid de olympiska brottningstävlingarna 2012 i London. Detta var Mongoliets första medalj i fristilsbrottning på 32 år.